# Sarlo I de Hauteville
Sarlo I de Hauteville (Serlo, Serlon) a fost unul dintre fiii lui Tancred de Hauteville cu prima sa soție, Muriella, probabil cel mai tânăr dintre ei, cu toate că unele surse îl rețin drept cel mai vârstnic.
Sarlo a fost unul dintre fiii lui Tancred de Hauteville care, spre deosebire de frații săi care au luat calea pribegiei în sudul Italiei, a rămas alături de tatăl său, în Normandia. După o dispută cu unul dintre vecini (un nobil de la curtea ducelui Robert I de Normandia), pe care l-a ucis în urma unor insulte, Sarlo a fost exilat pentru o perioadă de trei ani. În jurul anului 1041, tatăl său a murit, iar Sarlo a moștenit micul fief de Hauteville în Cotentin, ca și senioria de Pirou, dobândită prin soția sa. Ca și frații săi plecați în Italia, Sarlo s-a bucurat de renumele unui războinic excepțional.
Spre deosebire de Sarlo, fiul său omonim l-a urmat în 1056 pe unchiul său Roger Bosso în Italia, pentru a-și încerca norocul acolo.